# 馬皇后 (南漢)
马皇后（？—934年），南汉高祖刘龑的皇后。马楚武穆王马殷的女儿。
后梁贞明元年（915年）八月，清海节度使刘龑派使節到潭州迎娶马氏作他的妻子，马殷派永顺节度使马存护送他们到广州成婚。乾亨元年（917年）七月，刘龑称越帝，封马氏为越国夫人；次年，刘龑改国号为汉；乾亨三年（919年）正月，册封马氏为皇后。大有七年（934年）十二月十五，马皇后去世。
| 前任者： 後梁张皇后 | 南汉皇后 919年—934年 | 繼任者： 宋朝宋皇后 |